# Привольє (Кадошкінський район)
Приво́льє (рос. Приволье, ерз. Приволье) — селище у складі Кадошкінського району Мордовії, Росія. Входить до складу Пушкінського сільського поселення.
Населення — 1 особа (2010; 19 у 2002).
Національний склад станом на 2002 рік:
- росіяни — 95 %